# Aleksandar Mihajlovič Prohorov
Aleksandar Mihajlovič Prohorov (ruski: Алекса́ндр Миха́йлович Про́хоров; Atherton, Queensland, 11. srpnja 1916. – Moskva, 8. siječnja 2002.), sovjetsko-ruski fizičar i dobitnik Nobelove nagrade za fiziku 1964.
Prohorov je rođen 11. srpnja 1916. u australskom mjestu Atherton, Queensland kao sin ruskih imigranata. No, već se 1923., u svojoj 7. godini, vratio s roditeljima natrag u Sovjetski Savez. Godine 1934. kreće na studij na Državnom sveučilištu u Sankt-Peterburgu. Studije završava 1939. kada odlazi u Moskvu gdje studira na Institutu za fiziku Lebedev.
Godine 1941. postaje član Sovjetske vojske i služi u Drugom svjetskom ratu. Iste godine se i oženio za geografkinju G. A. Šelepinu, s kojom je imao jednog sina. Ranjavan je dva puta, a nakon drugog ranjavanja 1944. vojska ga demobilizira, te se vraća na Institut Lebedev. Godine 1946. obranio je svoju tezu na temu Teorija stabilizacije frekvencije cjevastog oscilatora. 
Uskoro dobiva posao na Moskovskom državnom sveučilištu "Mihail Vasiljevič Lomonosov" gdje radi do 1971. U razdoblju od 1950. do 1955. Prohorov je sa svojim kolegama proučavao strukturu molekula pomoću mikrovalne spektroskopije. Nakon toga se počeo baviti istraživanjima lasera i masera. Od 1955. do 1957. proučavao je spektar elektronske paramagnetske rezonancije na osnovu čega je i zaključio da je rubin pogodan materijal za korištenje pri izradi lasera. Kasnije je radio i na izradi masera pomoću različitih materijala. Jedan maser, kojeg je napravio za valnu duljinu od 21cm, u funkciji je i koristi se još i danas. Zbog tog pionirskog rada na svojstvima lasera i masera, Prohorov je zajedno s Nikolajem Genadijevičem Basovom i Charlesom Hardom Townesom godine 1964. podijelio Nobelovu nagradu za fiziku. 
Od 1973. do 2001. Prohorov je bio predsjednik Moskovskog Instituta za fiziku i tehnologiju, a od 1971. do 1990. bio je i glavni urednik trećeg izdanja Velike sovjetske enciklopedije. 
Prohorov je preminuo 8. siječnja 2002. u Moskvi. Nakon njegove smrti, ruske su vlasti preimenovale Generalni institut za fiziku Ruske akademije znanosti u Generalni institut za fiziku Ruske akademije znanosti "Aleksandar Mihajlovič Prohorov".